# Tourly
Tourly – miejscowość i gmina we Francji, w regionie Hauts-de-France, w departamencie Oise.
Według danych na rok 1990 gminę zamieszkiwały 163 osoby, a gęstość zaludnienia wynosiła 49 osób/km² (wśród 2293 gmin Pikardii Tourly plasuje się na 834. miejscu pod względem liczby ludności, natomiast pod względem powierzchni na miejscu 1029.).